# Union Générale des Travailleurs de Guinée
L'Union générale des travailleurs de Guinée (UGTG) est une centrale syndicale nationale de la  République de Guinée. Elle est affiliée à la confédération syndicale internationale,,,.